# Oblężenie Yorktown
Oblężenie Yorktown – oblężenie, które miało miejsce od 28 września do 17 października 1781 podczas wojny o niepodległość Stanów Zjednoczonych w miasteczku Yorktown w stanie Wirginia. Zakończyło się kapitulacją armii brytyjskiej liczącej 7,5 tys. żołnierzy, obleganej przez sojusznicze siły amerykańskie (8 845 żołnierzy) i francuskie (10,8 tys. żołnierzy).
Była to ostatnia bitwa tej wojny na terenie Stanów Zjednoczonych.
Na wiosnę 1781, po żmudnej kampanii na południu Stanów Zjednoczonych, armia brytyjska pod dowództwem Charlesa Cornwallisa okopała się w Yorktown w stanie Wirginia, nad zatoką Chesapeake, by tam oczekiwać posiłków, które miały przybyć drogą morską. Dowódcy amerykańscy i francuscy postanowili zniszczyć ją przez połączoną operację francuskiej floty, która miała zablokować siły brytyjskie od strony morza, i sojuszniczej armii francusko-amerykańskiej, która miała oblec je od strony lądu.
Po otrzymaniu potwierdzenia, że silna flota francuska wypłynęła z francuskich wysp na Morzu Karaibskim i zmierza do Wirginii, George Washington wymaszerował na czele głównych sił 21 sierpnia 1781 z okolic Nowego Jorku, gdzie blokował silny garnizon brytyjski. Pozostawiając tam tylko małe siły osłonowe, pomaszerował na południe. Flota francuska w sile 27 okrętów liniowych przybyła do zatoki Chesapeake 29 sierpnia i rozpoczęła blokadę Yorktown. 5 września stoczyła zwycięską bitwę z flotą brytyjską, która nie zdołała przerwać francuskiej blokady. 
W wyniku bitwy Francuzi zdobyli panowanie na morzu w okolicach zatoki Chesapeake, co przesądziło wynik nadchodzącego oblężenia. 28 września główne amerykańskie i francuskie siły lądowe przybyły do Yorktown i rozpoczęły regularne oblężenie.  Wojska sojusznicze były dwukrotnie silniejsze od brytyjskich, a ponadto były wspomagane przez ogień dział okrętów francuskich. Wobec kończących się zapasów i braku perspektyw odsieczy, Cornwallis 17 października podjął negocjacje kapitulacji swojej armii, która nastąpiła 19 października. 7 tys. żołnierzy brytyjskich dostało się do niewoli.
Bitwa przypieczętowała brytyjską przegraną w wojnie. W wyniku kapitulacji Brytyjczycy stracili jedną czwartą swoich sił zaangażowanych w działania. W Wielkiej Brytanii nie było woli politycznej, aby wysłać do Ameryki nowe posiłki, które uzupełniłyby te straty. W parlamencie brytyjskim przewagę zdobyło ugrupowanie pokojowe. Armie brytyjskie miały w swoich rękach jedynie porty Nowy Jork, Charleston i Savannah. Do końca wojny nie podjęły poważniejszych prób wyjścia z tych umocnionych pozycji. Wielka Brytania skoncentrowała swoje wysiłki na wojnie morskiej przeciwko Francji, która trwała do zawarcia pokoju w 1783.

## Pozostałe informacje
- 5 listopada 1781 zmarł na febrę John Parke Custis, pasierb George'a Washingtona. John walczył w oddziale swojego ojczyma[1].